# Dean Austin
Dean Austin (Hemel Hempstead, 26 aprile 1970) è un allenatore di calcio ed ex calciatore inglese, di ruolo centrocampista.